# Baikuris
Baikuris – wymarły rodzaj mrówek z podrodziny Sphecomyrminae. Gatunkiem typowym jest †Baikuris mandibularis. Skamieniałości z okresu późnej kredy znaleziono na terenach Rosji i Stanów Zjednoczonych.

## Gatunki
Rodzaj obejmuje trzy gatunki:
- Baikuris casei Grimaldi, Agosti & Carpenter, 1997
- Baikuris mandibularis Dlussky, 1987
- Baikuris mirabilis Dlussky, 1987